# Robert B. Parker
Robert B. Parker, all'anagrafe Robert Brown Parker (Springfield, 17 settembre 1932 – Cambridge, 18 gennaio 2010), è stato uno scrittore statunitense, noto soprattutto per la serie di romanzi polizieschi con protagonista il detective privato Spenser, personaggio anche di una nota serie televisiva poliziesca.

## Biografia
Dopo una prima laurea al Colby College di Waterville (Maine), Parker servì nell'esercito delle Forze Armate Statunitensi (US Army) in Corea.  Nel 1957, ottenne la laurea magistrale (Master universitario) in letteratura inglese dalla Boston University e lavorò in advertising e pubblicistica fino al 1962. Parker ricevette il suo PhD in letteratura inglese dalla Boston University nel 1971.  La sua tesi, intitolata The Violent Hero, Wilderness Heritage and Urban Reality, discuteva dei detective privati eroi dei romanzi di Dashiell Hammett, Raymond Chandler e Ross Macdonald.
Parker scrisse il suo primo romanzo nel 1971 mentre si trovava alla Northeastern University. Divenne professore cattedratico nel 1976, per poi mettersi a scrivere a tempo pieno nel 1979, quando pubblicò cinque episodi di Spenser in una sola volta.
Parker e sua moglie Joan hanno avuto due figli, David e Daniel T.  Originalmente, il personaggio (col cognome) di Spenser doveva esser chiamato "David", ma Parker non voleva sembrar preferire uno dei suoi figli a discapito dell'altro. Allora decise di non rivelare per niente il nome di Spenser, e a tutt'oggi il nome di Spenser è ignoto.
Parker è morto improvvisamente di infarto, mentre sedeva alla sua scrivania a Cambridge (Massachusetts) il 18 gennaio 2010, all'età di 77 anni. Stava scrivendo il suo ultimo thriller di Spenser.

## Carriera
I popolari romanzi di Parker sono ben noti per la diversità dei suoi molti protagonisti, di svariate razze, religioni e tendenze sessuali, che rendono i personaggi attuali e moderni.  Per esempio, la serie di Spenser include figure come Hawk e Chollo, uno afroamericano e l'altro messicano-americano, mentre Susan, la ragazza di Spenser, è ebrea; ci sono poi vari russi, ucraini, cinesi, il poliziotto gay Lee Farrell, e persino un boss mafioso gay, Gino Fish. 
La dichiarata omosessualità di entrambi i figli permea la narrativa di Parker di una sensibilità che rafforza la sua stessa sensibilità verso i gay.
Nel 1985 Spenser fu prodotto in serie televisiva di successo, intitolata Spenser: For Hire con gli attori Robert Urich, Avery Brooks e Barbara Stock.
Praker creò la detective Sunny Randall a richiesta dell'attrice Helen Hunt, che desiderava lui scrivesse un ruolo da protagonista per un nuovo film che voleva interpretare. Scrisse quindi il primo romanzo di Randall e la versione cinematografica fu programmata per l'anno 2000, ma non venne mai realizzata. All'editore però piacque molto il personaggio e chiese a Parker di continuare a scriverlo in serie.
Un altro personaggio di Parker è Jesse Stone, un problematico detective della 
LAPD, che inizia una nuova carriera come capo della polizia in una piccola cittadina del New England. Tra il 1997 e il 2010 Parker scrisse nove episodi di Jesse Stone, molti dei quali sono stati sceneggiati in film per la televisione dalla CBS con l'attore Tom Selleck nella parte di Stone.
Oltre ai gialli, Parker ha scritto diversi romanzi Western, tra i quali Appaloosa, e libri per bambini.  Nel 1994 ha collaborato con fotografo giapponese Kasho Kumagai per un volume illustrato intitolato Spenser's Boston, che esplora la città di Boston attraverso gli occhi di Spenser e fotografie di alta qualità a 4 colori.  Oltre all'introduzione di Parker, ci sono estratti di vari episodi della rispettiva serie.
Parker e la moglie Joan hanno creato una società cinematografica indipendente chiamata Pearl Productions e con sede a Boston. Pearl è il nome del loro cane pointer, come anche quello del cane nella serie di Spenser.
In aprile 2011, la famiglia Parker (Joan e i due figli Daniel e David) hanno deciso, insieme agli editori, di far continuare due serie, quella di Spenser e quella di Jesse Stone, incaricando due scrittori statunitensi di proseguirne le avventure nei prossimi anni. Ace Atkins si cimenta con Spenser a partire da marzo 2012, mentre l'amico e collaboratore di Parker, Michael Brandman, prosegue gli episodi di Jesse Stone da fine 2011.

### Premi
Parker ricevette tre nomine e due Premi Edgar (Edgar Award) dai Mystery Writers of America.  Il suo primo premio per migliore romanzo dell'anno gli fu conferito nel 1977, per il quarto episodio della serie Spenser, intitolato Promised Land.  Nel 1990 condivise con la moglie Joan una nomina per "Migliore Episodio Televisivo" per la serie TV B.L. Stryker.
Nel 2002 ricevette il Grand Master Award dell'Edgar per l'opera omnia.
Nel 2008 gli venne conferito il Premio Gumshoe Lifetime Achievement Award.

## Opere

### Romanzi
Quando non appare il titolo italiano perché non pubblicato, si cita solo quello originale inglese altrimenti fra parentesi.
| Titolo                                                  | Anno   | ISBN                   | Serie/Personaggi             | Riferimenti & Trame |
| ------------------------------------------------------- | ------ | ---------------------- | ---------------------------- | --- |
| Il manoscritto Godwulf (The Godwulf Manuscript)         | (1973) | ISBN 0-440-12961-3     | Spenser                      | Primo episodio della serie, con uno Spenser solitario che deve recuperare un prezioso incunabolo |
| God Save the Child                                      | (1974) | ISBN 0-425-04301-0     | Spenser                      | Alla ricerca di un adolescente scomparso. La compagna di Spenser, Susan Silverman, viene qui presentata per la prima volta |
| Le regole del gioco (Mortal Stakes)                     | (1975) | ISBN 0-440-15758-7     | Spenser                      | Al servizio della squadra Red Sox, per recuperare un giocatore che si è dileguato |
| Promised Land                                           | (1976) | ISBN 0-395-24771-3     | Spenser                      | Edgar Award per Miglior Giallo dell'Anno 1977 |
| A caccia di taglie (The Judas Goat)                     | (1978) | ISBN 0-440-14196-6     | Spenser                      | Spenser utilizza per la prima volta i servizi dell'amico afroamericano Hawk, per trovare i membri di un gruppo terroristico |
| Wilderness                                              | (1979) | ISBN 0-440-19328-1     | Aaron Newman                 | Da una vita normale ad un caos di violenza |
| In cerca di Rachel Wallace (Looking for Rachel Wallace) | (1980) | ISBN 0-440-15316-6     | Spenser                      | Ingaggiato per proteggere l'omonima femminista e attivista gay, che poi viene rapita |
| Love and Glory                                          | (1980) | ISBN 0-440-14629-1     | Boone Adams                  | Storia d'amore e riti di passaggio |
| Primi giorni d'autunno (Early Autumn)                   | (1980) | ISBN 0-440-12214-7     | Spenser                      | Protezione di minore dopo litigio di genitori divorziati. In seguito Spenser adotterà il ragazzo, Paul Giacomin, che riapparerà in altri episodi come personaggio minore |
| Metropoli selvaggia (A Savage Place)                    | (1981) | ISBN 0-440-08094-0     | Spenser                      | Bellissima giornalista TV chiede la protezione di Spenser prima di un formidabile scoop |
| L'innocenza secondo Spenser (Ceremony)                  | (1982) | EAN 9788878512252      | Spenser                      | Pubblicato da Il Giallo Mondadori nel 1987 col titolo L'innocenza secondo Spenser - Prima apparizione della prostituta April Kyle, scomparsa e poi rintracciata da Spenser. Ritornerà in altri successivi episodi |
| The Widening Gyre                                       | (1983) | ISBN 0-440-19535-7     | Spenser                      | Elezioni politiche e corruzione, con l'aggiunta di spiacevoli rivelazioni sentimentali |
| Valediction                                             | (1984) | ISBN 0-440-19246-3     | Spenser                      | Mentre Susan se la spassa con un altro, un demoralizzato Spenser è alle prese con l'edilizia mafiosa e una setta religiosa. Per fortuna c'è l'amico Hawk a dargli una mano... |
| A Catskill Eagle                                        | (1985) | ISBN 0-440-11132-3     | Spenser                      | Dodicesima avventura di Spenser, che vede nei guai la sua partner Susan. Nel frattempo, Hawk è in carcere |
| Donne da reato (Taming a Sea Horse)                     | (1986) | ISBN 0-440-18841-5     | Spenser                      | La giovane prostituta April Kyle ritorna in un episodio con svariati cadaveri |
| Pallidi re e principi (Pale Kings and Princes)          | (1987) | ISBN 0-440-20004-0     | Spenser                      | Titolo preso da un versetto di John Keats, la storia si sviluppa tra poliziotti morti e traffico di droga |
| Crimson Joy                                             | (1988) | ISBN 0-440-20343-0     | Spenser                      | All'inseguimento di un serial killer |
| Giochi pericolosi (Playmates)                           | (1989) | ISBN 0-425-12001-5     | Spenser                      | Omicidi in pallacanestro |
| Poodle Springs                                          | (1989) | EAN 9788804336235      | Philip Marlowe               | Titolo inglese mantenuto anche nell'edizione italiana - Conclusione dell'ultimo incompleto romanzo di Raymond Chandler. |
| Polvere di stelle (Stardust)                            | (1990) | EAN 9788804351016      | Spenser                      | Spenser deve proteggere una diva della televisione dalle minacce di un personaggio misterioso |
| Spenser sul filo della memoria (Pastime)                | (1991) | ISBN 0-425-13293-5     | Spenser                      | Ritorna Paul Giacomin, che chiede a Spenser di rintracciare la madre scomparsa |
| Forse sognare (Perchance to Dream)                      | (1991) | EAN 9788804348436      | Philip Marlowe               | sequel del romanzo di Chandler Il grande sonno. |
| Città nera per Spenser (Double Deuce)                   | (1992) | ISBN 0-425-13793-7     | Spenser                      | Spenser investiga una banda di strada e l'assassinio di una giovane madre e figlia |
| Bambola di carta (Paper Doll)                           | (1993) | ISBN 0-425-14155-1     | Spenser                      | Omicidio inspiegabile della brava moglie di un imprenditore locale |
| Labirinto di indizi (Walking Shadow)                    | (1994) | ISBN 0-425-14774-6     | Spenser                      | Criminalità organizzata cinese con cadavere di attore |
| All Our Yesterdays                                      | (1994) | ISBN 0-440-22146-3     | Famiglia Sheridan            | Tre generazioni tra delitto e castigo - poliziotti ed eroi, padri, figli e amanti, uniti alla fine da rivelazioni pericolose |
| Thin Air                                                | (1995) | ISBN 0-425-15290-1     | Spenser                      | Alla ricerca della moglie del suo amico, Sergente Frank Belson della Polizia di Boston |
| Chance                                                  | (1996) | ISBN 0-425-15747-4     | Spenser                      | Boss mafioso Julius Ventura ingaggia Spenser per ritrovare suo genero a Las Vegas |
| Small Vices                                             | (1997) | ISBN 0-425-16248-6     | Spenser                      | Spenser e Hawk in viaggio, per risolvere un'ingiusta accusa di omicidio. Spenser viene ferito da una Calibro 22 ed entra in coma... |
| Passaggio di notte (Night Passage)                      | (1997) | EAN 9788878518148      | Jesse Stone                  | Benvenuti a Paradise, Massachusetts, uno dei cuori neri della provincia americana: prima avventura del poliziotto Stone, che ficca il naso dove non si dovrebbe, tra morte, sangue e violenza |
| Trouble in Paradise                                     | (1998) | ISBN 0-515-12649-7     | Jesse Stone                  | Due amanti e un'isola intera messe a rischio da un maniaco |
| Sudden Mischief                                         | (1998) | ISBN 0-425-16828-X     | Spenser                      | Con riluttanza Spenser accetta di aiutare l'ex-marito di Susan, oggetto di molestie sessuali |
| Hush Money                                              | (1999) | ISBN 0-425-17401-8     | Spenser                      | Spenser e Hawk aiutano un paio di amici in ambiente universitario, dove stalking è di moda |
| Family Honor                                            | (1999) | ISBN 0-399-14566-4     | Sunny Randall                | Prima avventura della detective privata Randall, alla ricerca di una ricca signora di Boston, scomparsa all'improvviso |
| Perish Twice                                            | (2000) | ISBN 0-399-14668-7     | Sunny Randall                | La femminista radicale Mary Lou Goddard ingaggia una riluttante Sunny per proteggerla da uno stalker |
| Hugger Mugger                                           | (2000) | ISBN 0-399-14587-7     | Spenser                      | Una caso a molti strati, ambientato tra le corse dei cavalli |
| Gunman's Rhapsody                                       | (2001) | ISBN 0-425-18289-4     | Wyatt Earp                   | Ambientato a Tombstone, con scrittura scarna e veloce Parker narra la vita di Wyatt Earp |
| Death in Paradise                                       | (2001) | ISBN 0-399-14779-9     | Jesse Stone                  | In Italia disponibile solo come episodio della serie televisiva Jesse Stone 2006 |
| Potshot                                                 | (2001) | ISBN 0-425-18288-6     | Spenser                      | Cercando di scoprire l'assassino di un certo marito, Spenser scopre altri cadaveri |
| Widow's Walk                                            | (2002) | ISBN 0-425-18904-X     | Spenser                      | Spenser ingaggiato dalla difesa, in un processo che vorrebbe comprovare la colpevolezza della moglie di un banchiere, ucciso mentre dormiva |
| Shrink Rap                                              | (2002) | ISBN 0-515-13620-4     | Sunny Randall                | A servizio di una famosa scrittrice come sua guardia del corpo, Sunny decide di farsi psicanalizzare per scoprire se l'ex-marito della cliente è veramente uno stalker |
| Back Story                                              | (2003) | ISBN 0-425-19479-5     | Spenser                      | Trentesimo episodio della serie, presenta Spenser che cerca di risolvere un vecchio e difficile caso di un'attrice che ebbe la madre ammazzata da un gruppo terrorista di estrema sinistra |
| Stone Cold                                              | (2003) | ISBN 0-425-19874-X     | Jesse Stone                  | In Italia disponibile solo come episodio della serie televisiva Jesse Stone 2005 |
| Bad Business                                            | (2004) | ISBN 0-399-15145-1     | Spenser                      | Per trovar prova dell'infedeltà del marito di una cliente, Spenser provoca una reazione a catena di omicidi |
| Melancholy Baby                                         | (2004) | ISBN 0-399-15218-0     | Sunny Randall                | Una giovane studentessa sospetta che i suoi genitori non siano in realtà suoi. Sunny idaga e scopre una rete di intrighi pericolosi, poi va a trovare la psicoterapeuta Susan Silverman (che è la partner di...?) per rimettersi in ordine la testa                                                                   |
| Double Play                                             | (2004) | ISBN 0-399-15188-5     | Joseph Burke                 | Ambientata nel 1947, è una storia di baseball e violente vendette |
| Cold Service                                            | (2005) | ISBN 0-399-15240-7     | Spenser                      | Hawk è ferito malamente e Spenser lo aiuta a scoprire il mandante tra le varie bande malavitose ucraine |
| Appaloosa                                               | (2005) | ISBN 0-425-20432-4     | Virgil Cole ed Everett Hitch | Prodotto in seguito come film dallo stesso titolo |
| School Days                                             | (2005) | ISBN 0-399-15323-3     | Spenser                      | Sparatoria al liceo e Spenser deve trovare il bando di una matassa imbevuta di pazzia ed estorsioni |
| Hundred-Dollar Baby                                     | (2006) | ISBN 0-399-15376-4     | Spenser                      | Ancora la prostituta April Kyle, che chiede l'aiuto di Spenser per risolvere estorsioni e ricatti nel mondo dei bordelli |
| Blue Screen                                             | (2006) | ISBN 0-425-21598-9     | Sunny Randall                | Di nuovo guardia del corpo di un'attrice, Sunny consulta Jesse Stone dopo che una sosia dell'attrice viene uccisa. Interessanti collegamenti tra i vari personaggi delle serie di Parker, che si intrecciano con contatti alterni in questo ed altri episodi                                                          |
| Sea Change                                              | (2006) | ISBN 0-399-15267-9     | Jesse Stone                  | In Italia disponibile solo come episodio della serie televisiva Jesse Stone 2007 |
| Spare Change                                            | (2007) | ISBN 0-399-15425-6     | Sunny Randall                | Ultima avventura di Sunny Randall, che aiuta il padre ad investigare una serie di omicidi |
| Now and Then                                            | (2007) | ISBN 0-399-15441-8     | Spenser                      | Sono tutti presenti in questo episodio: Spenser con Susan, Hawk, Vinnie, e Chollo - in una storia di terrorismo internazionale mischiato ad adulterio e malvagità generica |
| Edenville Owls                                          | (2007) | ISBN 0-399-24656-8     | Bobby                        | Suspense e nostalgia in questo romanzo per ragazzi, ambientato nel 1945 |
| Omicidio eccellente (High Profile)                      | (2007) | EAN 9788834713846      | Jesse Stone                  | Due cadaveri e un groviglio di misteriose relazioni |
| Stranger in Paradise                                    | (2008) | ISBN 0-399-15460-4     | Jesse Stone                  | Quando l'apache Crow, sicario a pagamento, arriva a Paradise e va a trovare Stone, questo comincia a preoccuparsi. Infatti i guai cominciano a succedersi |
| The Boxer and the Spy                                   | (2008) | ISBN 0-399-24775-0     | Terry Novak                  | Secondo romanzo per ragazzi, si svolge nel mondo del pugilato amatoriale, con l'aggiunta di un suicidio a scuola... forse omicidio |
| Rough Weather                                           | (2008) | ISBN 0-399-15519-8     | Spenser                      | Una ricca signora vuole Spenser al matrimonio di sua figlia, come spalla in una strana situazione dove appare anche il viscido e imprendibile assassino Rugar, l'Uomo Grigio di altri precedenti episodi |
| Resolution                                              | (2008) | ISBN 0-399-15504-X     | Virgil Cole ed Everett Hitch | sequel di Appaloosa e seconda avventura Western |
| Brimstone                                               | (2009) | ISBN 0-399-15571-6     | Virgil Cole ed Everett Hitch | Penultimo episodio della coppia nella serie Western |
| Chasing the Bear: A Young Spenser Novel                 | (2009) | ISBN 0-399-24776-9     | Spenser                      | Ricordi di gioventù, in questo romanzo per ragazzi dove Spenser racconta alla sua compagna Susan alcuni episodi giovanili |
| The Professional                                        | (2009) | ISBN 0-399-15594-5     | Spenser                      | Quattro splendide mogli ingaggiano Spenser per farsi proteggere contro un ricattatore che le minaccia di rivelarne il passato di infedeltà |
| Night and Day                                           | (2009) | ISBN 0-399-15541-4     | Jesse Stone                  | Storia di molestie sessuali in un liceo, con l'aggiunta di una preside maniaca e un guardone criminale |
| Split Image                                             | (2010) | ISBN 978-0-399-15623-6 | Jesse Stone                  | Ultimo episodio della serie, scritto da Parker prima della morte: il cadavere nel portabagagli di una Cadillac coinvolge due mafiosi in pensione |
| Blue-Eyed Devil                                         | (2010) | ISBN 0-399-15648-8     | Virgil Cole ed Everett Hitch | Sceriffo corrotto e indiani apache che minacciano la cittadina di Appaloosa. Pubblicato postumo |
| Painted Ladies                                          | (2010) | ISBN 0-399-15685-2     | Spenser                      | Pubblicato postumo - Spenser deve indagare e cercar di recuperare un prezioso quadro ritornando, come nel primo episodio della serie, nel complesso e ipocrita mondo universitario |
| Sixkill                                                 | (2011) | ISBN 0-399-15726-3     | Spenser                      | Ultimo romanzo, anche questo pubblicato postumo: attoruncolo accusato di stupro e omicidio - ingaggia Spenser per investigare e chiarire le colpe. Parker inserisce un nuovo personaggio (che aveva poi intenzione di sviluppare in altri futuri episodi): l'indiano Cree chiamato Zebulon Sixkill, da cui il titolo. |

### Altre pubblicazioni
- Sports Illustrated Training with Weights (con R. Marsh) (1974) ISBN 1-568-00032-4
- Three Weeks in Spring (con Joan H. Parker) (1982) ISBN 0-395-26282-8
- A Year At The Races (con Joan H. Parker) (1990) ISBN 0-670-82678-2
- Spenser's Boston (con Kasho Kumagai) (1994) ISBN 1883402506 ISBN 978-1883402501

### Romanzi brevi
- Surrogate (1991), storia pubblicata sulla rivista di letteratura gialla New Crimes 3 ISBN 0-8818-4737-2